# Михайлецький Юрій
Юрій Михайлецький ( 1924, с. Рукомиш, тепер Бучацька міська громада, Тернопільська область — вересень 1967, там же) – воїн УПА, один із останніх діючих підпільників.

## Життєпис
Народився у 1924 році в Рукомиші, закінчив школу в рідному селі. 
У липні 1944 мобілізований до Радянської армії, поранений під м. Бережани. Переправлений до села Космач, де й одужував.  
В УПА служив у сотні «Гуцули» під командою «Тура» в ТВ-22 «Чорний ліс». 
Протягом 1957—1967 — переховувався у печерному храмі поблизу церкви Св. Онуфія у родинному селі. Спалений заживо у криївці працівниками КДБ, при спробі захоплення.

## Вшанування пам'яті
Поблизу місця загибелі біля печери встановлений пам'ятник на його честь, коштом екс-президента Віктора Ющенка, видатного музейника Бориса Возницького та інших жертводавців.